# Vladimir Majer
Vladimir Majer (Sisak, 14. rujna 1922.), hrvatski akademik.

## Životopis
Redoviti je član Hrvatske akademije znanosti i umjetnosti.

## Vanjske poveznice
- Vladimir Majer Hrvatska tehnička enciklopedija, portal hrvatske tehničke baštine. LZMK